# 本美奈子
本 美奈子（もと みなこ、1976年9月9日 - ）は、日本の女性声優。愛知県出身。81プロデュース所属。かつてはドラマティック・カンパニーの一員であった。既婚。

## 略歴
1997年よりドラマティック・カンパニーに参加。

## 人物
外画吹き替え、アニメ、ナレーション、イベントMCなど幅広い分野で活躍している。
趣味・特技はホットヨガ、茶道（裏千家・今日庵）、ダンス。

## 出演

### テレビアニメ
1997年
- 救命戦士ナノセイバー（フェアリ）

1998年
- 彼氏彼女の事情（子供）
- 爆走兄弟レッツ&ゴー!! MAX（男の子B）

1999年
- ワイルドアームズ トワイライトヴェノム（巫女B）

2000年
- だぁ!だぁ!だぁ!（おばさん）

2001年
- ノワール（アンリ）
- 花右京メイド隊（メイド1、メイド、女子生徒）
- HELLSING（使用人達）

2002年
- .hack//SIGN（女戦士B）
- ぷちぷり*ユーシィ（街娘C）

2005年
- 雪の女王（スノードロップ）

2006年
- こうしのコニーちゃん（モリー･リベンダ）
- それいけ!アンパンマン（2006年 - 2018年、子ネコ、くまのお母さん、ネコ美、かぼちゃのカボちゃん〈6代目〉）

2009年
- 源氏物語千年紀 Genji（女房A、葵の女房A）

2010年
- デュエル・マスターズ クロスショック（こどもA）

### OVA
- 真ゲッターロボ対ネオゲッターロボ（2000年、少年）
- うさぎちゃんでCue!!（2001年）
- .hack//Liminality（2002年、清香）

### 吹き替え

#### 映画
- アメリカン・パイシリーズ（ミッシェル）
- サラマンダー
- スパイダーマン（女子生徒）
- フル・スロットル（看護婦）

#### ドラマ
- ER緊急救命室
  - シーズンⅨ #13（フィオナ〈アシュリー・アン・ウッド〉）
  - シーズンⅩⅢ（ジャスプリート〈レベッカ・ジェーン・ヘイズルウッド〉）
- グースバンプス ローリー（ローレンス・アニス）
- シェルビーの事件ファイル（アンジー）
- スーパーナチュラル（ベッキー）
- 対決スペルバインダーII（少女）
- チャームド 〜魔女3姉妹〜シーズン7（ホープ）
- 不思議なオパール（ソフィー）
- プライベート・プラクティス3（メリッサ（ハリー・ハーシュ））
- レイブン 見えちゃってチョー大変!（チェルシー・ダニエルズ）

### テレビ番組
- 衛星アニメ劇場（おねえさん）
- 声♥遊倶楽部（Piパーズ）
- TACナビ
- ひとりでできるもん!（ネコット）
- フルーツサンデー（アテンダー）

### ラジオ
- 01’サマーキャンペーンカー（レポーター）
- ドラマチックな夜だから3（パーソナリティ）

### その他コンテンツ
- 子供の体力向上タウンミーティング（MC）
- 政府インターネットテレビ（レポーター）
- ミッフィーと歌おう（MC）